# Krantzia
Krantzia is een monotypisch geslacht van pissebedden uit de familie van de Oniscidae.

## Soort
- Krantzia poecila Barnard, 1932